# Hyposmocoma scepticella
Hyposmocoma scepticella là một loài bướm đêm thuộc họ Cosmopterigidae. Nó là loài đặc hữu của Maui. Loài địa phương ở Olinda, nơi nó được tim thấy ở độ cao 4,000 feet.